# Ara (vinho)
Ara ou Arag (Dzongkha: ཨ་རག་; Wylie: a-rag) é uma bebida alcoólica típica do Butão. É considerado um tipo de vinho de arroz, milho, milhete ou trigo. É utilizado tanto para consumo (na maioria das vezes, ilegal), quanto para cerimônias religiosas e proteção.

## Composição e Processo
O vinho é basicamente feito de arroz, milho, milhete ou trigo, podendo ser consumido com ingredientes mais leves como ovos escalfados e manteiga, ou mais pesados como o arroz e os ovos mexidos. O Ara é geralmente consumido quente em lugares privados e cerimônias religiosas no leste do Butão ( consumido como oferenda em certas épocas do ano). Tradicionalmente, o Ara também é carregado por crianças como medida de proteção contra animais, como cobras, pois acredita-se que possui propriedades químicas com o poder de afugentar criaturas perigosas.

## Fabricação
O processo de fabricação da bebida pode se dar tanto por destilação quanto por fermentação.
A fabricação, assim como o consumo, é feita em lugares privados e não é regulada. O governo butanês proíbe a venda, geralmente feita de forma clandestina por meio de lojistas, como tentativa de reduzir o alcoolismo, o abuso e os danos à saúde causados pelo álcool. A proibição também é feita por meio de multas e outras graves sanções.
Agricultores butaneses permanecem pressionando o governo para que seja feita a legalização do Ara, a forma mais lucrativa de vender milho no país. 
No distrito de Lhuntse, o consumo exagerado de Ara é uma tradição local e um motivo de preocupação tanto para os habitantes do distrito quanto para as autoridade governamentais. Para esse local, o governo do Butão tenta adotar uma estratégia para abolir o álcool: instituir uma redução gradual do condumo até a eliminação total do hábito. O consumo e a proibição da bebida são assuntos recorrentes nas discussões políticas do país, principalmente em discussões locais.